# Dessjatine
Dessjatine (russisch десятина, desjatina) war ein russisches Flächenmaß. Die gesetzliche oder geometrische Dessjatine (neu) unterschied sich von der Kasaner und von der alten Kron-Dessjatine.
- 1 Kron-Dessjatine (neu) = 2400 (Quadrat-)Saschen = 10.925,3975 Quadratmeter = 109,254 a ≈ 1,1 Hektar
- 1 Kron-Dessjatine (alt) = 3200 (Quadrat-)Saschen = 145,666 Ar  = 1,457 ha
- 1 Kasaner Dessjatine = 3600 (Quadrat-)Saschen = 163,875 Ar = 1,639 ha